# Barrgurkspindel
Barrgurkspindel (Araniella alpica) är en spindelart som först beskrevs av Ludwig Carl Christian Koch 1869.  Barrgurkspindel ingår i släktet Araniella och familjen hjulspindlar. Arten är reproducerande i Sverige. Inga underarter finns listade.